# Пшепюрка, Давид
Да́вид Пшепю́рка (пол. Dawid Przepiórka, 22 декабря 1880, Варшава — убит в годы нацистского террора в селе Пальмиры, апрель (?) 1940 год) — русский и польский шахматист и шахматный композитор. Составлял преимущественно задачи, но оставил и ряд этюдов. Посмертно избран почётным членом ФИДЕ.

## Жизнь и творчество
Родился в Варшаве, в еврейской семье. Отец Пшепюрки был состоятельным предпринимателем.
С детства Пшепюрка увлекался шахматами и математикой и добился в этих областях незаурядных успехов.
Незадолго до Первой Мировой войны он совершил путешествие по Европе, в ходе которого сыграл огромное количество легких партий. Он также изучал математику в университетах Варшавы, Мюнхена и Гёттингена.
В 1926 г. Пшепюрка стал первым чемпионом Польши. На соревнованиях любителей во время Второй шахматной олимпиады (1928) занял второе место, уступив первое будущему чемпиону мира М. Эйве. Пшепюрка дважды участвовал в шахматных олимпиадах. В составе сборной Польши он выиграл III Олимпиаду в 1930 г. и завоевал серебряную медаль год спустя.
В 1926—1933 годах он был главным редактором польской шахматной газеты «Świat szachowy», где публиковал свои произведения основоположник польской этюдной школы Шая Козловский. В эти же годы Пшепюрка был избран вице-председателем Польской шахматной федерации. Благодаря стараниям и финансовой поддержке Пшепюрки в 1935 г. в Варшаве состоялась Шестая шахматная олимпиада. Свою виллу Пшепюрка бесплатно предоставил Варшавскому шахматному клубу и сделал её популярным шахматным кафе.
После нацистской оккупации Польши Пшепюрка был арестован (в январе 1940 года, в своём шахматном кафе). Спустя несколько месяцев он, вместе с другими польскими интеллигентами, был расстрелян в Кампиносской пуще в районе села Пальмиры, где совершались массовые казни польских граждан в годы войны. Точная дата его смерти неизвестна, скорее всего, это апрель 1940 года. В настоящее время могила Давида Пшепюрки находится на Пальмирском кладбище.
Пшепюрка опубликовал около 200 задач, одна из популярных задачных тем носит его имя. Он составил также несколько десятков этюдов. Первый сборник его задач и этюдов появился в 1911 году в юбилейном сборнике Академического шахматного клуба в Мюнхене. В 1932 году Генри Венинк опубликовал в Амстердаме книгу «Давид Пшепюрка, мастер стратегии», куда вошли 130 произведений Пшепюрки.
В память о мастере в Польше были проведены три мемориала Пшепюрки:
- 1950, Щавно-Здруй, Шахматный союз Польши. Победил Пауль Керес.
- 1957, Щавно-Здруй, Шахматный союз Польши. Победил Ефим Геллер.
- 1983, Варшава, Варшавская шахматная секция. Победил Иосиф Дорфман.

## Спортивные результаты
| Год         | Город              | Соревнование                               | +  | −  | =  | Результат | Место |
| ----------- | ------------------ | ------------------------------------------ | -- | -- | -- | --------- | ----- |
| 1905        | Бармен             | Международный турнир (побочный турнир)     | 3  | 6  | 8  | 7 из 17   | 14    |
| 1906        | Нюрнберг           | 15-й конгресс Германского шахматного союза | 3  | 12 | 2  | 4 из 17   | 16—17 |
|             | Мюнхен             | Турнир городского шахматного клуба         |    |    |    | 5 из 10   | 3—5   |
| 1907        | Берлин             | Международный турнир                       | 5  | 3  | 3  | 6½ из 11  | 4—5   |
| 1908        | Дюссельдорф        | 16-й конгресс Германского шахматного союза | 3  | 6  | 6  | 6 из 15   | 13    |
| 1911        | Сан-Ремо           | Международный турнир                       |    |    |    |           | 4—5   |
| 1912        | Бреслау            | 18-й конгресс Германского шахматного союза | 6  | 6  | 5  | 8½ из 17  | 8—11  |
| 1922        | Пьештяни           | Турнир памяти Д. Брейера                   | 1  | 7  | 10 | 6 из 18   | 16—17 |
| 1924        | Мерано             | Международный турнир                       | 5  | 3  | 5  | 7½ из 13  | 4—5   |
|             | Дьёр               | Международный турнир                       | 8  | 3  | 3  | 9½ из 14  | 2     |
| 1924 / 1925 | Гастингс           | Международный турнир (группа B)            | 4  | 1  | 2  | 5 из 7    | 1—3   |
| 1925        | Мариенбад          | Международный турнир                       | 4  | 7  | 4  | 6 из 15   | 11—12 |
|             | Дебрецен           | Международный турнир                       | 5  | 6  | 2  | 6 из 13   | 6—10  |
| 1926        | Мюнхен             | Международный турнир                       | 4  | 0  | 1  | 4½ из 5   | 1     |
|             | Мерано             | Международный турнир                       | 7  | 3  | 3  | 8½ из 13  | 2—4   |
|             | Варшава            | 1-й чемпионат Польши                       | 10 | 1  | 6  | 13 из 17  | 1     |
| 1927        | Кечкемет           | Международный турнир (группа B)            | 1  | 5  | 3  | 2½ из 9   | 8—10  |
| 1928        | Гаага              | Чемпионат мира ФИДЕ                        | 8  | 1  | 6  | 11 из 15  | 2     |
| 1929        | Будапешт           | Международный турнир                       | 4  | 5  | 4  | 6 из 13   | 9     |
|             | Рогашка-Слатина    | Международный турнир                       | 6  | 2  | 7  | 9½ из 15  | 6     |
| 1930        | Гамбург            | III Олимпиада (сборная Польши, 3-я доска)  | 7  | 2  | 4  | 9 из 13   |       |
|             | Льеж               | Международный турнир                       | 3  | 3  | 5  | 5½ из 11  | 6—7   |
|             | Франкфурт-на-Майне | Международный турнир                       | 4  | 3  | 4  | 6 из 11   | 6     |
| 1931        | Прага              | IV Олимпиада (сборная Польши, 3-я доска)   | 4  | 3  | 1  | 4½ из 8   |       |

## Избранные этюды
|   | a | b | c | d | e | f | g | h |   |
| - | --- | --- | --- | --- | --- | --- | --- | --- | - |
| 8 | h8 чёрный король · f7 чёрная пешка · h7 чёрная пешка · h5 белый конь · a4 белая пешка · c4 белая пешка · a2 белый король · c2 белая ладья · g1 чёрный ферзь | h8 чёрный король · f7 чёрная пешка · h7 чёрная пешка · h5 белый конь · a4 белая пешка · c4 белая пешка · a2 белый король · c2 белая ладья · g1 чёрный ферзь | h8 чёрный король · f7 чёрная пешка · h7 чёрная пешка · h5 белый конь · a4 белая пешка · c4 белая пешка · a2 белый король · c2 белая ладья · g1 чёрный ферзь | h8 чёрный король · f7 чёрная пешка · h7 чёрная пешка · h5 белый конь · a4 белая пешка · c4 белая пешка · a2 белый король · c2 белая ладья · g1 чёрный ферзь | h8 чёрный король · f7 чёрная пешка · h7 чёрная пешка · h5 белый конь · a4 белая пешка · c4 белая пешка · a2 белый король · c2 белая ладья · g1 чёрный ферзь | h8 чёрный король · f7 чёрная пешка · h7 чёрная пешка · h5 белый конь · a4 белая пешка · c4 белая пешка · a2 белый король · c2 белая ладья · g1 чёрный ферзь | h8 чёрный король · f7 чёрная пешка · h7 чёрная пешка · h5 белый конь · a4 белая пешка · c4 белая пешка · a2 белый король · c2 белая ладья · g1 чёрный ферзь | h8 чёрный король · f7 чёрная пешка · h7 чёрная пешка · h5 белый конь · a4 белая пешка · c4 белая пешка · a2 белый король · c2 белая ладья · g1 чёрный ферзь | 8 |
| 7 | h8 чёрный король · f7 чёрная пешка · h7 чёрная пешка · h5 белый конь · a4 белая пешка · c4 белая пешка · a2 белый король · c2 белая ладья · g1 чёрный ферзь | h8 чёрный король · f7 чёрная пешка · h7 чёрная пешка · h5 белый конь · a4 белая пешка · c4 белая пешка · a2 белый король · c2 белая ладья · g1 чёрный ферзь | h8 чёрный король · f7 чёрная пешка · h7 чёрная пешка · h5 белый конь · a4 белая пешка · c4 белая пешка · a2 белый король · c2 белая ладья · g1 чёрный ферзь | h8 чёрный король · f7 чёрная пешка · h7 чёрная пешка · h5 белый конь · a4 белая пешка · c4 белая пешка · a2 белый король · c2 белая ладья · g1 чёрный ферзь | h8 чёрный король · f7 чёрная пешка · h7 чёрная пешка · h5 белый конь · a4 белая пешка · c4 белая пешка · a2 белый король · c2 белая ладья · g1 чёрный ферзь | h8 чёрный король · f7 чёрная пешка · h7 чёрная пешка · h5 белый конь · a4 белая пешка · c4 белая пешка · a2 белый король · c2 белая ладья · g1 чёрный ферзь | h8 чёрный король · f7 чёрная пешка · h7 чёрная пешка · h5 белый конь · a4 белая пешка · c4 белая пешка · a2 белый король · c2 белая ладья · g1 чёрный ферзь | h8 чёрный король · f7 чёрная пешка · h7 чёрная пешка · h5 белый конь · a4 белая пешка · c4 белая пешка · a2 белый король · c2 белая ладья · g1 чёрный ферзь | 7 |
| 6 | h8 чёрный король · f7 чёрная пешка · h7 чёрная пешка · h5 белый конь · a4 белая пешка · c4 белая пешка · a2 белый король · c2 белая ладья · g1 чёрный ферзь | h8 чёрный король · f7 чёрная пешка · h7 чёрная пешка · h5 белый конь · a4 белая пешка · c4 белая пешка · a2 белый король · c2 белая ладья · g1 чёрный ферзь | h8 чёрный король · f7 чёрная пешка · h7 чёрная пешка · h5 белый конь · a4 белая пешка · c4 белая пешка · a2 белый король · c2 белая ладья · g1 чёрный ферзь | h8 чёрный король · f7 чёрная пешка · h7 чёрная пешка · h5 белый конь · a4 белая пешка · c4 белая пешка · a2 белый король · c2 белая ладья · g1 чёрный ферзь | h8 чёрный король · f7 чёрная пешка · h7 чёрная пешка · h5 белый конь · a4 белая пешка · c4 белая пешка · a2 белый король · c2 белая ладья · g1 чёрный ферзь | h8 чёрный король · f7 чёрная пешка · h7 чёрная пешка · h5 белый конь · a4 белая пешка · c4 белая пешка · a2 белый король · c2 белая ладья · g1 чёрный ферзь | h8 чёрный король · f7 чёрная пешка · h7 чёрная пешка · h5 белый конь · a4 белая пешка · c4 белая пешка · a2 белый король · c2 белая ладья · g1 чёрный ферзь | h8 чёрный король · f7 чёрная пешка · h7 чёрная пешка · h5 белый конь · a4 белая пешка · c4 белая пешка · a2 белый король · c2 белая ладья · g1 чёрный ферзь | 6 |
| 5 | h8 чёрный король · f7 чёрная пешка · h7 чёрная пешка · h5 белый конь · a4 белая пешка · c4 белая пешка · a2 белый король · c2 белая ладья · g1 чёрный ферзь | h8 чёрный король · f7 чёрная пешка · h7 чёрная пешка · h5 белый конь · a4 белая пешка · c4 белая пешка · a2 белый король · c2 белая ладья · g1 чёрный ферзь | h8 чёрный король · f7 чёрная пешка · h7 чёрная пешка · h5 белый конь · a4 белая пешка · c4 белая пешка · a2 белый король · c2 белая ладья · g1 чёрный ферзь | h8 чёрный король · f7 чёрная пешка · h7 чёрная пешка · h5 белый конь · a4 белая пешка · c4 белая пешка · a2 белый король · c2 белая ладья · g1 чёрный ферзь | h8 чёрный король · f7 чёрная пешка · h7 чёрная пешка · h5 белый конь · a4 белая пешка · c4 белая пешка · a2 белый король · c2 белая ладья · g1 чёрный ферзь | h8 чёрный король · f7 чёрная пешка · h7 чёрная пешка · h5 белый конь · a4 белая пешка · c4 белая пешка · a2 белый король · c2 белая ладья · g1 чёрный ферзь | h8 чёрный король · f7 чёрная пешка · h7 чёрная пешка · h5 белый конь · a4 белая пешка · c4 белая пешка · a2 белый король · c2 белая ладья · g1 чёрный ферзь | h8 чёрный король · f7 чёрная пешка · h7 чёрная пешка · h5 белый конь · a4 белая пешка · c4 белая пешка · a2 белый король · c2 белая ладья · g1 чёрный ферзь | 5 |
| 4 | h8 чёрный король · f7 чёрная пешка · h7 чёрная пешка · h5 белый конь · a4 белая пешка · c4 белая пешка · a2 белый король · c2 белая ладья · g1 чёрный ферзь | h8 чёрный король · f7 чёрная пешка · h7 чёрная пешка · h5 белый конь · a4 белая пешка · c4 белая пешка · a2 белый король · c2 белая ладья · g1 чёрный ферзь | h8 чёрный король · f7 чёрная пешка · h7 чёрная пешка · h5 белый конь · a4 белая пешка · c4 белая пешка · a2 белый король · c2 белая ладья · g1 чёрный ферзь | h8 чёрный король · f7 чёрная пешка · h7 чёрная пешка · h5 белый конь · a4 белая пешка · c4 белая пешка · a2 белый король · c2 белая ладья · g1 чёрный ферзь | h8 чёрный король · f7 чёрная пешка · h7 чёрная пешка · h5 белый конь · a4 белая пешка · c4 белая пешка · a2 белый король · c2 белая ладья · g1 чёрный ферзь | h8 чёрный король · f7 чёрная пешка · h7 чёрная пешка · h5 белый конь · a4 белая пешка · c4 белая пешка · a2 белый король · c2 белая ладья · g1 чёрный ферзь | h8 чёрный король · f7 чёрная пешка · h7 чёрная пешка · h5 белый конь · a4 белая пешка · c4 белая пешка · a2 белый король · c2 белая ладья · g1 чёрный ферзь | h8 чёрный король · f7 чёрная пешка · h7 чёрная пешка · h5 белый конь · a4 белая пешка · c4 белая пешка · a2 белый король · c2 белая ладья · g1 чёрный ферзь | 4 |
| 3 | h8 чёрный король · f7 чёрная пешка · h7 чёрная пешка · h5 белый конь · a4 белая пешка · c4 белая пешка · a2 белый король · c2 белая ладья · g1 чёрный ферзь | h8 чёрный король · f7 чёрная пешка · h7 чёрная пешка · h5 белый конь · a4 белая пешка · c4 белая пешка · a2 белый король · c2 белая ладья · g1 чёрный ферзь | h8 чёрный король · f7 чёрная пешка · h7 чёрная пешка · h5 белый конь · a4 белая пешка · c4 белая пешка · a2 белый король · c2 белая ладья · g1 чёрный ферзь | h8 чёрный король · f7 чёрная пешка · h7 чёрная пешка · h5 белый конь · a4 белая пешка · c4 белая пешка · a2 белый король · c2 белая ладья · g1 чёрный ферзь | h8 чёрный король · f7 чёрная пешка · h7 чёрная пешка · h5 белый конь · a4 белая пешка · c4 белая пешка · a2 белый король · c2 белая ладья · g1 чёрный ферзь | h8 чёрный король · f7 чёрная пешка · h7 чёрная пешка · h5 белый конь · a4 белая пешка · c4 белая пешка · a2 белый король · c2 белая ладья · g1 чёрный ферзь | h8 чёрный король · f7 чёрная пешка · h7 чёрная пешка · h5 белый конь · a4 белая пешка · c4 белая пешка · a2 белый король · c2 белая ладья · g1 чёрный ферзь | h8 чёрный король · f7 чёрная пешка · h7 чёрная пешка · h5 белый конь · a4 белая пешка · c4 белая пешка · a2 белый король · c2 белая ладья · g1 чёрный ферзь | 3 |
| 2 | h8 чёрный король · f7 чёрная пешка · h7 чёрная пешка · h5 белый конь · a4 белая пешка · c4 белая пешка · a2 белый король · c2 белая ладья · g1 чёрный ферзь | h8 чёрный король · f7 чёрная пешка · h7 чёрная пешка · h5 белый конь · a4 белая пешка · c4 белая пешка · a2 белый король · c2 белая ладья · g1 чёрный ферзь | h8 чёрный король · f7 чёрная пешка · h7 чёрная пешка · h5 белый конь · a4 белая пешка · c4 белая пешка · a2 белый король · c2 белая ладья · g1 чёрный ферзь | h8 чёрный король · f7 чёрная пешка · h7 чёрная пешка · h5 белый конь · a4 белая пешка · c4 белая пешка · a2 белый король · c2 белая ладья · g1 чёрный ферзь | h8 чёрный король · f7 чёрная пешка · h7 чёрная пешка · h5 белый конь · a4 белая пешка · c4 белая пешка · a2 белый король · c2 белая ладья · g1 чёрный ферзь | h8 чёрный король · f7 чёрная пешка · h7 чёрная пешка · h5 белый конь · a4 белая пешка · c4 белая пешка · a2 белый король · c2 белая ладья · g1 чёрный ферзь | h8 чёрный король · f7 чёрная пешка · h7 чёрная пешка · h5 белый конь · a4 белая пешка · c4 белая пешка · a2 белый король · c2 белая ладья · g1 чёрный ферзь | h8 чёрный король · f7 чёрная пешка · h7 чёрная пешка · h5 белый конь · a4 белая пешка · c4 белая пешка · a2 белый король · c2 белая ладья · g1 чёрный ферзь | 2 |
| 1 | h8 чёрный король · f7 чёрная пешка · h7 чёрная пешка · h5 белый конь · a4 белая пешка · c4 белая пешка · a2 белый король · c2 белая ладья · g1 чёрный ферзь | h8 чёрный король · f7 чёрная пешка · h7 чёрная пешка · h5 белый конь · a4 белая пешка · c4 белая пешка · a2 белый король · c2 белая ладья · g1 чёрный ферзь | h8 чёрный король · f7 чёрная пешка · h7 чёрная пешка · h5 белый конь · a4 белая пешка · c4 белая пешка · a2 белый король · c2 белая ладья · g1 чёрный ферзь | h8 чёрный король · f7 чёрная пешка · h7 чёрная пешка · h5 белый конь · a4 белая пешка · c4 белая пешка · a2 белый король · c2 белая ладья · g1 чёрный ферзь | h8 чёрный король · f7 чёрная пешка · h7 чёрная пешка · h5 белый конь · a4 белая пешка · c4 белая пешка · a2 белый король · c2 белая ладья · g1 чёрный ферзь | h8 чёрный король · f7 чёрная пешка · h7 чёрная пешка · h5 белый конь · a4 белая пешка · c4 белая пешка · a2 белый король · c2 белая ладья · g1 чёрный ферзь | h8 чёрный король · f7 чёрная пешка · h7 чёрная пешка · h5 белый конь · a4 белая пешка · c4 белая пешка · a2 белый король · c2 белая ладья · g1 чёрный ферзь | h8 чёрный король · f7 чёрная пешка · h7 чёрная пешка · h5 белый конь · a4 белая пешка · c4 белая пешка · a2 белый король · c2 белая ладья · g1 чёрный ферзь | 1 |
|   | a | b | c | d | e | f | g | h |   |

Решение:
1. Лe2 Фg8 (1… h6 2. Лe8+ Крh7 3. Кf6+ и 4. Лg8+)

2. Кg7!! (2. Кf6? Фg1 3. Лe8+ Крg7 4. Лg8+ Крh6 5. Л:g1 пат)

Теперь же белые выигрывают, например: 2… h5 3. Лe8